# 華麗緣
《華麗緣》，2013年台灣劇情短片，由導演施君涵執導。故事描述1960年代一位追尋張愛玲訪台行蹤的記者巫漢，輾轉去了一家名為「夜上海」的酒家，但無法親眼見到張愛玲的他，卻捲入酒女與恩客的愛恨情事，彷彿跌入女作家所撰寫的情節中。本片獲第35屆金穗獎首獎及美術獎
、第七屆FIRST青年電影展最佳短片(中國．西寧)，並入圍第15屆台北電影節之台北電影獎短片類別。

## 故事大綱
巫漢是一名鬱鬱不得志的記者，他接獲一個吃力不討好的任務：跟隨女作家張愛玲造訪台灣的腳步，撰寫一則新聞報導。巫漢得知接待張愛玲的大學生王禎和，竟帶領她參觀本地風月場所，甚至登門入室參與宴飲。巫漢苦尋張愛玲不得，只得潛入酒家「夜上海」尋找蛛絲馬跡，意外發現張愛玲對酒家女們造成的深刻影響，宛如輕風吹皺了一池春水。

### 故事背景
1961年，張愛玲畢生唯一一次造訪台灣，留下〈重訪邊城〉一文記述訪台所見。該手稿遲至2008年才以遺稿型式公開。文中最令人浮想聯翩的，是當年仍是大學生的作家王禎和，帶領張愛玲參觀本地風月場所，甚至登門入室參與宴飲。本片即是依此基礎，以一間酒家、一眾酒女與恩客所發展出來的虛構故事。

## 演員陣容
| 演員姓名 | 角色名稱 | 介紹 |
| 曾珮瑜   | 倪歡     |      |
| 李千娜   | 翠玉     |      |
| 高英軒   | 巫漢     |      |
| 楊麗音   | 翠家媽   |      |
| 孫鵬     | 鐵文     |      |
| 楊可凡   | 翠寶     |      |
| 黃姵嘉   | 翠玫     |      |
| 謝盈萱   | 翠家     |      |

## 製作團隊
- 監製：林添貴
- 策畫：李亞梅
- 導演/編劇：施君涵
- 製片人：許家豪
- 製片：謝君堯
- 攝影：馮信華
- 美術指導：王誌成
- 造型指導：王冠懿
- 收音師：杜均堂
- 劇照師：陳又維
- 語言指導：黃采儀
- 剪接指導：廖慶松、陳曉東
- 剪接/特效：陳振國
- 配樂：蔡曜任
- 聲音指導：杜篤之
- 對白/音效剪接/混音：曾雅寧
- Foley音效：郭禮杞

## 影展與得獎
- 2013年，第35屆金穗獎，首獎、最佳美術。
- 2013年，第15屆台北電影獎，入圍最佳短片。
- 2013年，第七屆FIRST青年電影展最佳短片。
- 2013年，第九屆InDPanda國際短片節。

## 註腳
1. ↑  金穗獎頒獎 魏德聖、張作驥鼓勵電影人 （页面存档备份，存于），2013年3月31日，聯合報／記者蘇詠智／台北報導
2. ↑  第35屆金穗獎得獎名單 （页面存档备份，存于），2013年3月31日
3. ↑  郝杰《美姐》横扫FIRST影展 李小冉鄢颇亮相红毯[永久]，2013年7月28日
4. ↑  2013台北電影獎入選名單 （页面存档备份，存于），2013年5月14日

## 外部連結
- 開眼電影網上《華麗緣》的資料（繁體中文）
- 时光网上《華麗緣》的資料（简体中文）
- 豆瓣电影上《華麗緣》的資料 （简体中文）
- 互联网电影数据库（IMDb）上《華麗緣》的资料（英文）